# Medalha Comemorativa do 800.º Aniversário de Moscou
A Medalha Comemorativa do 800.º Aniversário de Moscou (em russo: Медаль «В память 800-летия Москвы» tr. Medal "V pamyat' 800-letiya Moskvy") foi a primeira medalha soviética criada em comemoração ao aniversário de uma cidade. Estabelecida por decreto do Presidium do Soviete Supremo da URSS em 20 de setembro de 1947, a medalha foi concedida a cidadãos soviéticos destacados e veteranos em homenagem aos 800 anos da primeira menção registrada a Moscou, datada de 1147, quando Iuri Longímano convidou o príncipe de Novgorod-Severski dizendo: "vem a mim, irmão, para Moscou". Seu design foi elaborado a partir de esboços dos artistas Ivan Dubasov e Samuil Tulchinsky.

## História

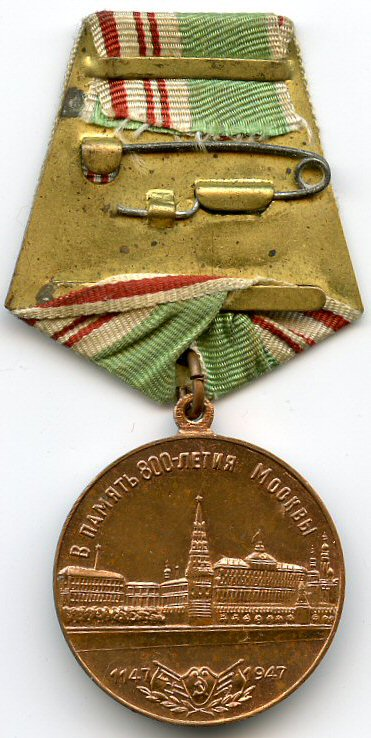
Reverso da medalha

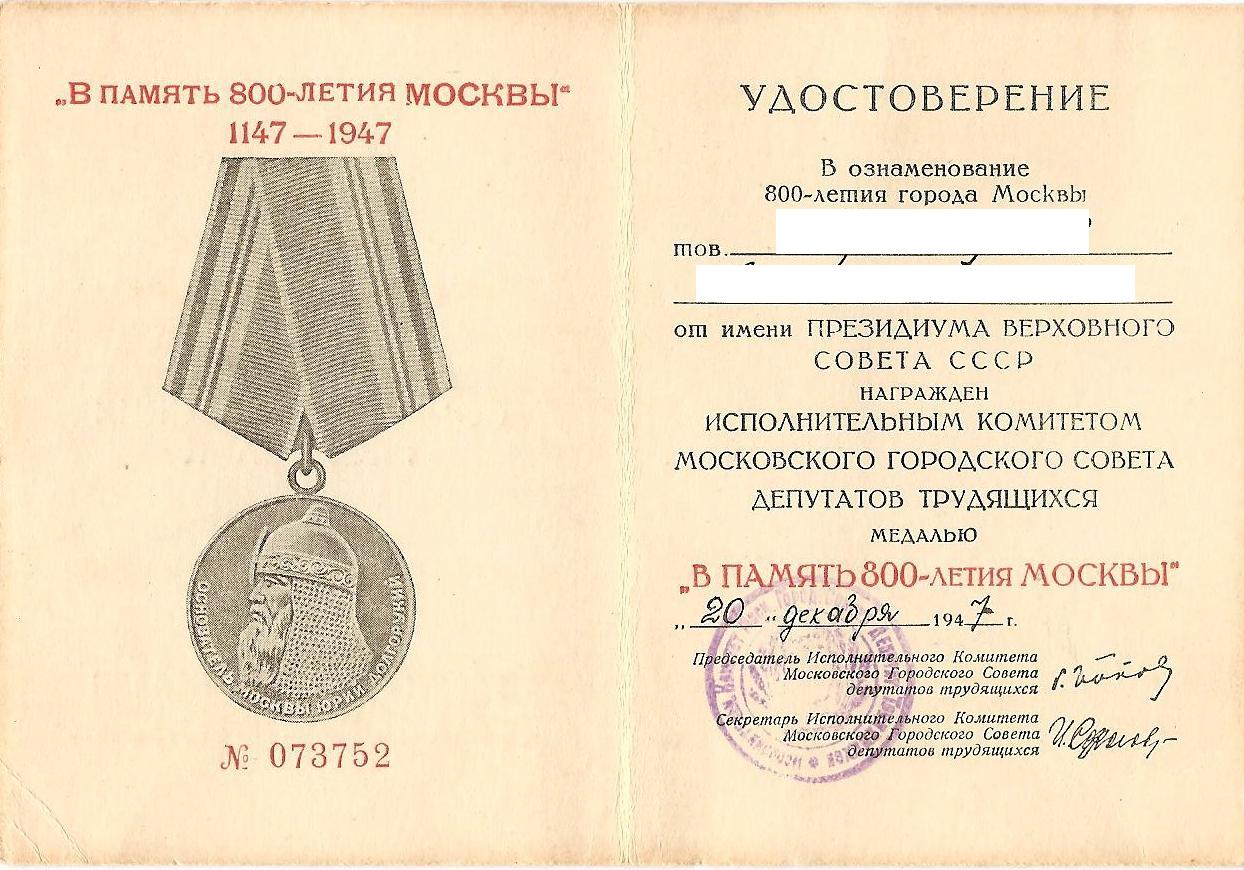
Certificado da a medalha

A criação da medalha foi dedicada ao 800º aniversário de Moscou. Em 6 de setembro de 1947, após o show de fogos do Dia da Cidade, o locutor Iuri Levitan anunciou solenemente a instituição da medalha comemorativa e a concessão da Ordem de Lenin à capital soviética.
O decreto oficial que estabeleceu a nova condecoração estatal foi publicado em 20 de setembro de 1947. O design da medalha foi desenvolvido pelo artista-chefe da fábrica Goznak, Ivan Dubasov, em colaboração com Samuil Tulchinsky. O primeiro a receber a medalha foi o Secretário do Comitê Central do PCUS, Josef Stalin, em 10 de julho de 1948.
Em 23 de junho de 1951, o regulamento da medalha foi complementado por uma resolução do Presidium do Soviete Supremo da URSS. Uma alteração adicional no artigo 4 do regulamento foi feita por decreto de 18 de julho de 1980.

## Estatuto
De acordo com o estatuto da medalha, os seguintes grupos podiam ser agraciados:
- operários, técnicos e funcionários das indústrias, dos transportes e dos serviços urbanos de Moscou;
- profissionais das áreas de ciência, tecnologia, artes, literatura, educação e saúde;
- servidores públicos, membros do partido, sindicatos, Komsomol e outras organizações sociais — que se destacaram na reconstrução da capital e no desenvolvimento da indústria, transporte, serviços urbanos, instituições científicas e culturais;
- militares, inválidos de guerra e de trabalho;
- donas de casa que contribuíram ativamente com a melhoria da cidade, escolas e instituições infantis.[7]

A medalha e seu certificado eram entregues a cidadãos que se destacaram e residiam em Moscou ou na região metropolitana por no mínimo 5 anos. As listas de indicados eram elaboradas por chefes de empresas, instituições partidárias e soviéticas. Já os cidadãos desempregados eram indicados por órgãos responsáveis pela participação pública.
A entrega da medalha era feita pelo comitê executivo do Conselho Municipal de Deputados Trabalhadores de Moscou, em nome do Presidium do Soviete Supremo da URSS.
Os registros dos agraciados estão disponíveis no Arquivo Central de Moscou. Desde 2014, é possível obter certidões sobre a medalha por meio do portal de serviços públicos.
A medalha é usada no lado esquerdo do peito. Em conjunto com outras medalhas soviéticas, ela é posicionada após a Medalha "50 anos da Milícia Soviética" e antes da Medalha Comemorativa do 250.º Aniversário de Leningrado. Quando usada com ordens estatais, deve ser colocada abaixo das insígnias de maior distinção.

## Descrição
A Medalha Comemorativa do 800.º Aniversário de Moscou é uma peça metálica estampada em bronze maciço, com 37 mm de diâmetro e dotada de uma argola para fixação. As bordas, inscrições e figuras são em relevo.
No anverso, traz o perfil em relevo do primeiro príncipe de Moscou, Iuri Longímano, usando um elmo e voltado para a esquerda. Na parte inferior, ao longo da borda, lê-se a inscrição: "Fundador de Moscou Yuri Dolgoruki" (em russo: «Основатель Москвы Юрий Долгорукий»; "Osnovatel' Moskvy Yuri Dolgorukiy").
O reverso exibe uma representação do Kremlin de Moscou. Na parte inferior central, há um escudo com a foice e o martelo, ladeado por duas bandeiras, armas e ramos de louro. À esquerda e à direita do escudo estão as datas “1147” e “1947”. No topo, próximo à borda, encontra-se o texto: "Em comemoração ao 800.º aniversário de Moscou" (em russo: «В память 800-летия Москвы»; "V pamyat' 800-letiya Moskvy").
A medalha é presa, por meio de argola e anel, a um suporte pentagonal metálico com fecho de alfinete. Esse suporte é revestido com fita de seda moiré verde, decorada com quatro listras brancas e três vermelhas de cada lado.

## Ligações
- Описание и разновидности медали «В память 800-летия Москвы»